# Dorothy A. Bennett
Dorothy Agnes Bennett (31 de agosto de 1909 - 9 de febrero de 1999) fue antropóloga, astrónoma, curadora, editora y autora. Fue la primera curadora asistente del Planetario Hayden, y cocreó la franquicia de Little Golden Books.

## Primeros años y educación
Nacida en Minneapolis, Dorothy Bennett era hija única del arquitecto Daniel Bennett (nacido en 1869) y su esposa Marion (nacida en 1879). Bennett estudió astronomía y antropología en la Universidad de Minnesota, donde también participó en la Asociación Atlética Femenina. Al graduarse con un B.A. en inglés en 1930, se mudó a Nueva York, ya que se le había negado la oportunidad de estudiar en África con un profesor de antropología debido a su género.

## Carrera

### El Museo Americano de Historia Natural
Habiendo recibido un plazo de 30 días para encontrar un trabajo en Nueva York por su madre, Bennett fue contratada como asistente por el Departamento de Educación Pública del Museo Americano de Historia Natural. En un año, fue promovida a Curadora Auxiliar y organizó programas de alta asistencia para la Asociación de Alumnos de la Escuela Primaria Evening (que consistía en estudiantes adultos internacionales), así como para el Club de Astronomía Júnior del Museo. El ganador del Premio Nobel Roy J. Glauber fue miembro del club y lo acredita por inspirar su pasión en la ciencia. Por las noches, Bennett asistió a clases de antropología en la Universidad de Columbia, impartidas por Margaret Mead, Ruth Benedict y Alfred Radcliffe-Brown. Bennett enseñó por sustitución uno de los cursos de Mead en 1931.
Tras la inauguración del Planetario Hayden en 1935, Bennett fue ascendida a curadora adjunta de astronomía y al Planetario Hayden, donde pronunció más de 1.000 conferencias entre 1935 y 1939. En 1937, creó y dirigió la Hayden Planetarium-Grace Peruvian Eclipse Expedition para Cerro de Pasco, Perú, para ver un eclipse solar particularmente largo el 8 de junio.

### Publicaciónes
El éxito de Bennett en el departamento de educación del museo la llevó a escribir libros para niños y adolescentes, y su primer libro en coautoría sobre astronomía se publicó en 1935 y se imprimió durante 60 años. En 1939, dejó el Museo para ocupar un puesto como gerente de ventas y promoción en la University of Minnesota Press, y publicó una biografía de los hermanos Mayo.
Bennett regresó a Nueva York en 1941, donde trabajó con Georges Duplaix para desarrollar Little Golden Books. Con Duplaix, Bennett se convirtió en editor de la franquicia Golden Books, produciendo libros de autores e ilustradores como Margaret Wise Brown, Clement Hurd, Edith Thacher Hurd y Garth Williams. Bennett fue autor de varios Golden Books, además de presentar algunos de los primeros libros grabados para niños con Little Golden Records en 1948. También participó en la producción de Golden Nature Guides y guías regionales en 1949.

### Después de las publicaciones
Después de dejar Simon & Schuster en 1954, Bennett se matriculó en un curso de Instituto de Servicio Exterior en el Medio Oriente en la Universidad Americana de Beirut y luego en los cursos de arqueología de V. Gordon Childe en el Instituto de Arqueología de UCL. Luego, Bennett se mudó a la Universidad de California en Berkeley para convertirse en antropóloga sénior en el Museo Lowie de Antropología, donde dirigió las colecciones.
En la década de 1960, Bennett trabajó con el Distrito Escolar Unificado de Berkeley para crear un curso multimedia interdisciplinario llamado Programación Educativa del Patrimonio Cultural (EPOCH), que duró hasta 1969.

## Jubilación
Después del final de EPOCH, Bennett y su compañera, la psicóloga infantil Rosamund Gardner, se mudaron a Taos, Nuevo México, donde construyeron una casa de adobe. Se asociaron con artistas y pintores como Erik Bauersfeld, Dorothy Brett y otros. Bennett murió en Taos en 1999.

## Publicaciones Seleccionadas
- Handbook of the Heavens, Sponsored by the American Museum of Natural History with Hubert Jay Bernhard (McGraw-Hill 1935)
- "A Planetarium for New York."(November, 1935) The Scientific Monthly 41 (5): 474-477
- The Book of the Hayden Planetarium, the American Museum of Natural History (The Museum, 1935)
- Sold to the Ladies! Or, the Incredible But True Adventures of Three Girls on a Barge (Cadmus Books, 1940)
- The Golden Almanac (Simon & Schuster, 1944)
- The Golden Encyclopedia (Simon & Schuster, 1946)